# Мишанка
Мишанка — річка в Білорусі, у Барановицькому й Івацевицькому районах Берестейської області. Права притока Щари (басейн Балтійського моря).

## Опис
Довжина річки 109 км, похил річки — 0,7 м/км, середньорічні витрати води у гирлі — 4,9 м³/с. Площа басейну водозбору 930 км². Формується з приток, вдодойм та багатьох безіменних струмків.

## Розташування
Бере початок на південно-східній стороні від Буйнявичів на південних схилах Новогрудської височини. Спочатку тече переважно на південний схід, а потіи на південний захід і у на південно-східній стороні від Добромисля впадає у річку Щару, ліву притоку Німану.
Притоки: Мутвиця, Перегонка (ліві).
Населені пункти вздовж берегової смуги: Жабинці, Огородники, Стара Миш, Козлевичі, Нова Миш, Кунцевичі, Ястребень, Рогачі.